# Принс, Альберт (футболист)
А́лберт Дж. Принс (англ. Albert J Prince; 1895 — дата смерти неизвестна) — английский футболист, нападающий.

## Биография
Родился Смоллторне, Сток-он-Трент (графство Стаффордшир). Играл за клуб «Стаффорд Рейнджерс». В феврале 1915 года перешёл в «Манчестер Юнайтед». Свой первый (и единственный) матч в основном составе «Манчестер Юнайтед» провёл 27 февраля 1915 года: это была игра чемпионата против «Эвертона» на стадионе «Олд Траффорд», в которой «Юнайтед» проиграл со счётом 1:2. По окончании сезона покинул клуб. Дальнейшая его судьба неизвестна.